# Beyond the Invisible
Beyond the Invisible è un singolo del gruppo musicale tedesco Enigma, pubblicato nel 1996 ed estratto dall'album Le roi est mort, vive le roi!.

## Tracce
1. Beyond the Invisible (Radio Edit) – 4:30
2. Almost Full Moon – 3:42
3. Beyond the Invisible (Album Version) – 5:05
4. Light of Your Smile – 5:10

## Video
Il videoclip della canzone è stato diretto da Julien Temple e vede la partecipazione dei danzatori su ghiaccio finlandesi Susanna Rahkamo e Petri Kokko. Il video è stato girato in una foresta nei pressi di Marlborough (Inghilterra).